# Levoberejny
Levoberejny (Муниципальный округ Левобережный, ce qui signifie « de la rive gauche ») est un district municipal de la ville de Moscou, capitale de la Russie, dépendant du district administratif nord.